# هيئة التنظيم النووي الباكستانية
 هيئة التنظيم النووي الباكستانية ؛ (PNRA)، مفوضة من قبل حكومة باكستان لتنظيم استخدام الطاقة النووية والمصادر المشعة والإشعاعات المؤينة . تتمثل مهمة هيئة التنظيم النووي الباكستانية في حماية الجمهور والعاملين في مجال الإشعاع والبيئة من الآثار الضارة للإشعاعات المؤينة من خلال صياغة وتنفيذ لوائح فعالة، وبناء علاقة ثقة مع المرخص لهم، والحفاظ على الشفافية في أعمالها وقراراتها. 
كان مفهوم التنظيم النووي موجودًا في عام 1965، لكنه لم يحصل على تفويض حكومي كامل إلا في عام 2001، مع إنشاء هيئة القيادة النووية . تأسست الوكالة في عام 2001 بعد أن وقع رئيس القضاء الباكستاني (المتقاعد) رفيق ترار على المرسوم التنفيذي، "مرسوم الهيئة التنظيمية النووية الباكستانية رقم III" في عام 2000. افتتحت هيئة التنظيم النووي الباكستانية عملياتها في عام 2001 و حلت محل سابقاتها (هيئة الطاقة الذرية الباكستانية) ويقع مقرها الرئيسي في إسلام آباد عاصمة باكستان.

## أنظر أيضاً
- الجمعية النووية الباكستانية

## روابط خارجية
- الموقع الرسمي